# Tentato colpo di Stato in Grecia del 1975
Il tentato colpo di Stato in Grecia del 1975 (in greco πραξικόπημα της πυτζάμας?, Praksikόpima tis pitzάmas, lett. "golpe del pigiama") fu un fallito tentativo organizzato da ufficiali dell'esercito ellenico di estrema destra, simpatizzanti della giunta greca (deposta nel luglio 1974) di rovesciare il governo di Kōnstantinos Karamanlīs il 24 febbraio 1975.
Il governo greco fu prontamente allertato dal maggiore Ioannis Alexakis, direttore della sicurezza del servizio centrale di intelligence (KYP) e dal maggiore Ioannis Alexakis, in seguito luogotenente generale sotto i governi del PASOK.

## Eventi
Dopo la nascita della Terza Repubblica Ellenica e prima del processo agli ex colonnelli, un gruppo di ufficiali guidati dal tenente generale Pavlos Papadakis, dai generali di brigata Nikolaos Dertilis, Georgios Labousis, Andreas Kondylis, dal tenente colonnello Nikolaos Reczepis, Ioannis Steiakakis, Dimitrios Skondras e dai maggiori Aristidis Palaini, Athanasios Gerakini, Athanasios Perdikis e Paraskeia Bolaris, progettarono un complotto militare ad Atene, Salonicco e Larissa con l'obiettivo di far dimettere il governo democratico di Konstantinos Karamanlis, di far rientrare la Grecia nel comando militare della NATO (da cui era uscita dopo l'invasione turca di Cipro) e di liberare l'ex dittatore e generale della Giunta Dīmītrios Iōannidīs.
La mossa fu rivelata il 24 febbraio 1975 prima che fosse attivata. I cospiratori furono arrestati e in seguito fu effettuata una massiccia epurazione dei simpatizzanti della giunta all'interno delle forze armate, in particolare dell'esercito. Il cosiddetto "golpe del pigiama", (in greco πραξικόπημα της πυτζάμας/ Praksikόpima tis pitzάmas), l'espressione greca dell'evento, fu coniato dall'allora ministro della Difesa, Evangelos Averoff, poiché la maggior parte dei cospiratori furono arrestati nelle loro case la mattina presto dello stesso giorno, mentre dormivano. Il ministro volle inoltre rassicurare l'opinione pubblica.
Uno dei protagonisti di quel periodo, il maggiore Paraskevas Bolaris, fuggì dall'ospedale  dove era detenuto e andò all'estero. Tornò in Grecia dopo la prescrizione dei suoi reati e apparve a un evento pro-giunta ad Atene nell'aprile 2013, insieme a Despina Papadopoulou, vedova del dittatore, Aristidis Dimopoulos (viceministro dell'economia nazionale sotto la giunta ed ex membro dell'EPEN), cugino di Papadopoulos, Angelos Papathanou, che fu anche direttore del suo ufficio politico, Agathangelos e altri.